# Oroczanie
Oroczanie (nazwa własna Nani), także Oroczowie – autochtoniczna tunguska grupa etniczna ze wschodniej Syberii (Rosja).
Nie należy mylić tego narodu z noszącymi podobne miana ludami tunguskimi; Orokowie (nazwa własna ulta, ulcha), zamieszkują północny Sachalin, zaś Orocy – północne Chiny.
Populacja Oroczan liczy 686 osób (rosyjski spis powszechny z 2002 r.); zamieszkują oni głównie w Kraju Chabarowskim.
Używają języka oroczańskiego, należącego do grupy mandżurskiej języków tungusko-mandżurskich, choć w ostatnich latach jest on szybko wypierany przez rosyjski i obecnie jedynie mniejszość (ok. 17%) Oroczan posługuje się rodzimym językiem.
Zmiany populacji Oroczan
| rok  | liczba Oroczan (dane spisowe)       |
| ---- | ----------------------------------- |
| 1897 | 2407                                |
| 1926 | 645                                 |
| 1959 | 782                                 |
| 1970 | 1089                                |
| 1979 | 1198                                |
| 1989 | 915                                 |
| 2002 | 686 (w Rosji + ok. 288 na Ukrainie) |

Tradycyjnymi zajęciami tego ludu są myślistwo i rybołówstwo oraz zbieractwo.
Tradycyjną religią Oroczan był szamanizm, obecnie zachowały się tylko jego przeżytki, a formalnie naród ten w większości wyznaje prawosławie i buddyzm.